# Княжпіль (Кам'янець-Подільський район)

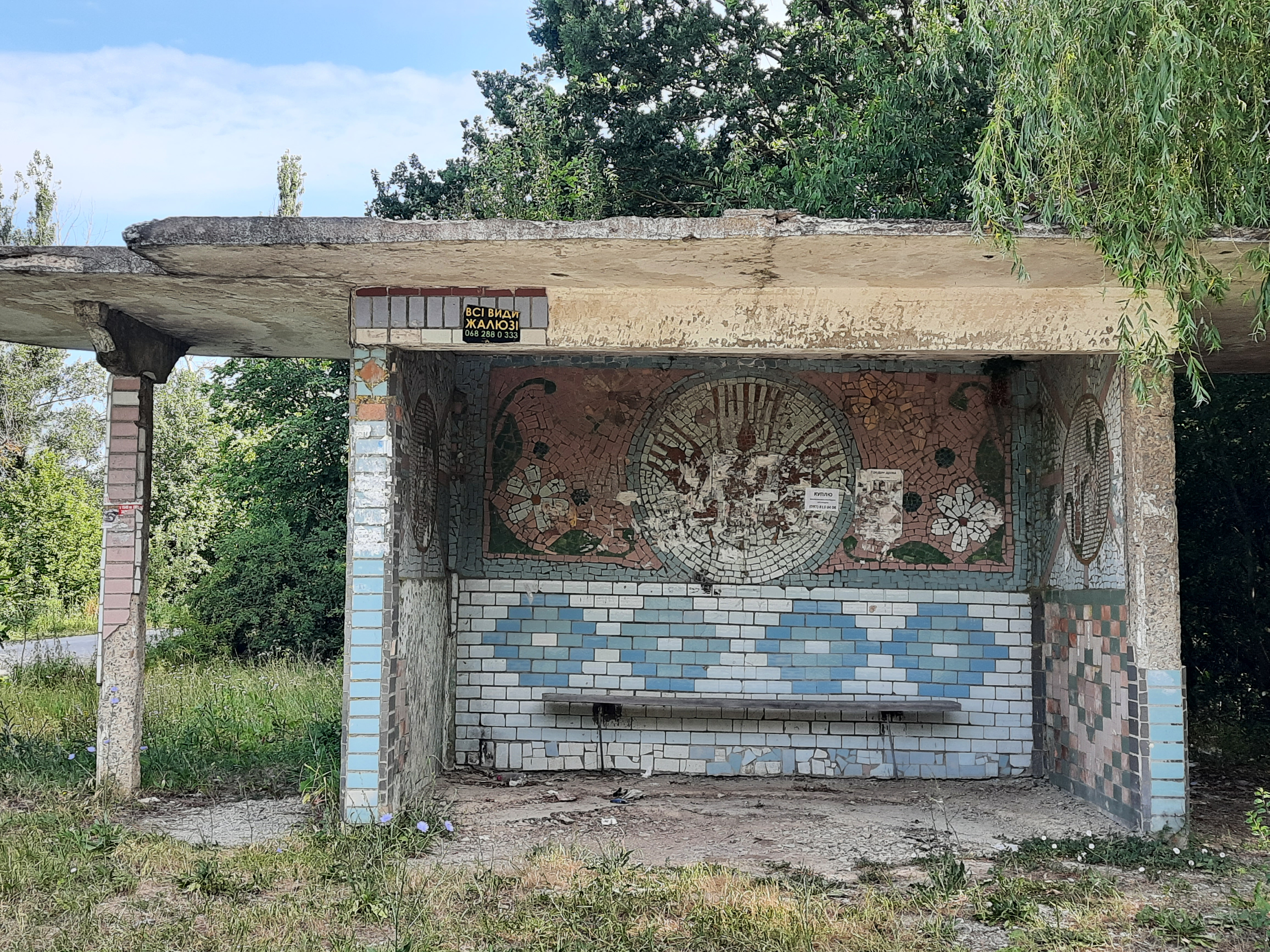
Автобусна зупинка

Кня́жпіль (раніше Княже) — село в Україні, у Кам'янець-Подільському районі Хмельницької області.

## Назва
Свою стародавню назву Княже дістало від подільських князів Коріатовичів. У праці «Поділля під владою Литви» Юхим Сіцінський зазначав: село «Княже» іменується офіційно Княжпіль, але народ називає його «Княже».

## Географія
Подільське село Княжпіль знаходиться на високому березі річки Тернава, за 15 кілометрів від Кам'янця-Подільського.

### Клімат
Княжпіль знаходяться в межах вологого континентального клімату із теплим літом у так званому «теплому Поділлі», тут весна настає на 2 тижні раніше. Але діяльність людини призводить до поганих змін та глобального потепління. Рівень наповнення річок водою в області становить лише 20 % від необхідного стандарту, значна частина земної поверхні стає посушливою. Для покращення ситуації варто було б відновлювати екосистеми та лісові насадження.

## Історія
Перша згадка в письмових документах — 1405 рік. В цей рік Іоанн Руталт (Рутальт) і Лаврентій Шульк (Шулька) отримали від польського короля Владислава II Ягайла три подільські села. Це Боришківці, Княже та Кульчіївці. Взамін нові власники цих сіл зобов'язувалися служити Кам'янецькому замкові.
Княжпільська церква Івана Богослова за описом Юхима Сіцінського: «храм цей дуже давній, як і саме село». Вже 1552 року мельник Сидор Осташкевич подарував місцевій святині рукописне Євангеліє. Храм зазнав декількох реконструкцій в 1602 та 1746 роках. Як і більшість подільських церков, княжпільська була тридільна, складалася з бабинця, нави та вівтаря. Бабинець, найзахідніша частина кожної такої споруди, розташована біля входу, колись призначався для жіноцтва. Після 1905 року старий храм зруйновано, а поряд збудовано новий в неоросійському стилі.
29 травня 1767 року в Княжполі Теодор Потоцький був обраний (при допомозі і захисті російських казаків) маршалком Подільського воєводства.
Внаслідок поразки визвольних змагань на початку XX століття, село надовго окуповане російсько-більшовицькими загарбниками.
Радянська окупація принесла колективізацію та розкуркулення, мешканці села зазнали репресій. Багатьох частинах Поділля відбувались масові селянські повстання, проти радянської влади.
В 1932–1933 селяни села пережили жахливі події — Голодомор.
Після завершення Другої світової війни у 1946—1947 роках село вчергове пережило голод.
З 1991 року в складі незалежної України.
З 14 серпня 2017 року шляхом об'єднання сільських рад, село увійшло до складу Слобідсько-Кульчієвецької сільської громади. Об'єднання в громаду має створити умови для формування ефективної і відповідальної місцевої влади, яка зможе забезпечити комфортне та безпечне середовище для проживання людей.
Колишній орган місцевого самоврядування — Княжпільська сільська рада.

## Населення
Населення становить 780 осіб за переписом 2001 року.

### Мова
У селі поширені західноподільська говірка та південноподільська говірка, що відносяться до подільського говору, який належить до південно-західного наріччя.
100 % населення вказало своєю рідною мовою українську мову.

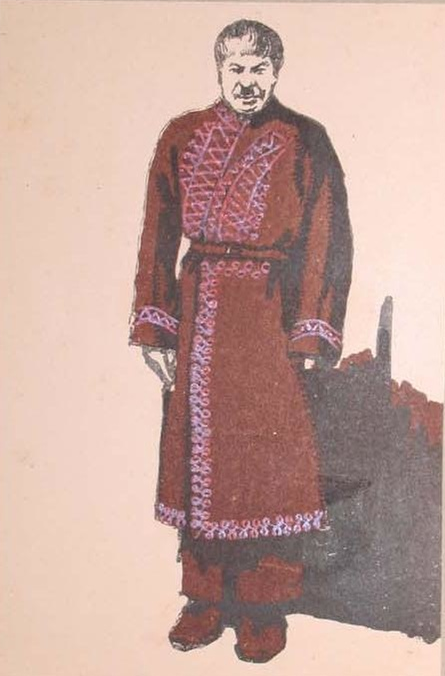
Дід в «опанчі» cелянський одяг с. Княжполя
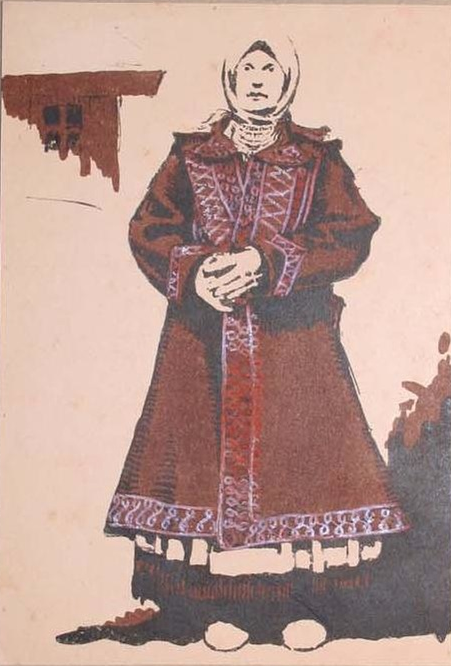
Баби в «опанчі» cелянський одяг с. Княжполя

## Релігія
- Церква Святої Параскеви УПЦ (Православна Церкви України)

## Охорона природи
Село лежить у межах національного природного парку «Подільські Товтри».
Заказник «Княжпільська дача», загальною площею 821 га, розташований неподалік села Княжпіль на високій товтрі, підніжжя якої омивається річкою Гниловідкою на якій розташований водоспад Княжпільський (2 м). Також поблизу села є скеля «Соколів Камінь» — геологічна пам'ятка природи.

## Відомі люди

### Уродженці
- Приходько Віктор Кіндратович (1886–1982) — український громадсько-політичний і державний діяч.
- Приходько Олекса Кіндратович (1887–1977) — український диригент, педагог.
- Олійник Юрій Миколайович — письменник.
- Радавчук Петро Миколайович (1938–2015) — педагог, громадський діяч, журналіст, редактор.

### Проживали, перебували
- Теодор Потоцький — польський шляхтич, магнат, генерал-майор коронних військ, барський конфедерат, останній белзький воєвода. Власник Княжпільського ключа.
- Бартоломій Ґіжицький — полковник військ коронних, ловчий черський, подстолій і поскарбій черський, каштелян вишогрудський. Помер в Княжполі.